# Domenico Mazzocchi
Domenico Mazzocchi (Civita Castellana, 8 de noviembre de 1592-Roma, 21 de enero de 1665) fue un compositor barroco italiano de la generación posterior a Claudio Monteverdi.

## Vida
Domenico Mazzocchi nació en Civita Castellana el 8 de noviembre de 1592. 
Estuvo al servicio de poderosos aristócratas como el cardenal Ippolito Aldobrandini, la familia Borghese, el cardenal Eduardo Farnesio y el cardenal Maffeo Barberini, más tarde elegido papa con el nombre de Urbano VIII.
Su hermano menor, Virgilio Mazzocchi, fue durante algún tiempo su alumno y tuvo una brillante carrera musical como compositor de música para la Cappella Giulia de la basílica de San Pedro de la Ciudad del Vaticano.
Es una característica de todas las colecciones publicadas de Mazzocchi que se dan indicaciones sobre los cambios en la dinámica y el tempo. Con similar espíritu cuidadoso trató de establecer todas las alteraciones que deseaba aplicar. Sus signos no siempre son tan claros o tan completos como era su intención, pero su intento de señalar tales detalles es excepcional.

## Obra
Mazzocchi fue un compositor de música vocal en exclusiva, motetes, oratorios y madrigales que tienen continuo, parecido al Monteverdi tardío. 
- Sacrae Concertationes
- Nasceris, Alme Puer
- La Madalena ricorre alle lagrime
- Cura che di timor ti nutri
- In braccio a Cristo, a gli angeli, a Maria
- Lagrime amare
- Lamentum Matris Euryali
- Fin dal monte Sion
- Spoglie che fosti
- Voi, voi rubaste il core
- La catena d'Adone, ópera (1626)
- Dido Furens (1638)
- Nisus et Euryalus (1638)
- Da tutti gli horologi si cava moralità (1640)
- Dunque ove tu Signor (1640)
- Homai le luci erranti (1640)